# Joey Richter
Joseph Michael "Joey" Richter (n. 31 de julio de 1989) es un actor, cantante y personalidad de internet estadounidense.

## Carrera
Richter coprotagonizó como Ron Weasley en los musicales de la parodia de fan, A Very Potter Musical (2009) y A Very Potter Sequel (2010), creado por el grupo de teatro de la Universidad de Míchigan, StarKid Productions. Actuó en papeles protagónicos en dos otras producciones StarKid: como una versión novelada de sí mismo en el musical de Me and My Dick (2009) y como Bug en Starship (2011). Richter se graduó de la Universidad de Míchigan en 2011. Richter también realizó el "Space Tour" junto con algunos de sus compañeros de Starkids.
Además de los proyectos StarKid, Richter ha protagonizado una webserie de YouTube, junto a su compañero de StarKid Joe Walker, conocidas como Tasty Tests promocionando Red Vines, así como protagonista en una película independiente titulada Camp Chapel. Richter ha anunciado recientemente que va a aparecer en la película de dibujos animados Khumba y comenzó un papel recurrente en la comedia de Disney Channel Jessie, comenzando en el episodio titulado "Badfellas", que se estrenó el 27 de abril de 2012. Originalmente era sólo una temporada invitado, pero se convirtió en un papel recurrente, porque Richter es totalmente muy impresionante.
Joey participa también en la parodia de Juego de Tronos llamada School of Trones, interpretando a Theon Greyjoy.

## Créditos profesionales
| Teatro     | Teatro                                        | Teatro                      | Teatro                                                            |
| Año        | Título                                        | Personaje                   | Notas                                                             |
| ---------- | --------------------------------------------- | --------------------------- | ----------------------------------------------------------------- |
| 2009       | A Very Potter Musical                         | Ron Weasley                 | Rol principal StarKid Productions, Universidad de Míchigan        |
| 2009       | Me and My Dick                                | Joey Richter                | Rol principal StarKid Productions, Universidad de Míchigan        |
| 2010       | A Very Potter Sequel                          | Ron Weasley                 | Rol principal StarKid Productions, Universidad de Míchigan        |
| 2011       | Starship                                      | Bug                         | Rol principal StarKid Productions, Hoover-Leppen Theater, Chicago |
| 2012       | A Very Potter Senior Year                     | Ron Weasley                 | Rol principal StarKid Productions, Hilton Chicago, Chicago        |
| 2014       | The Trail to Oregon!                          | McDoon, Todos los demás     | Rol principal StarKid Productions, Stage 773, Chicago             |
| 2016       | Spies Are Forever                             | Owen Carvour, Vanger        | Rol principal. Guionista/Productor Tin Can Brothers, Los Ángeles  |
| 2016       | Firebringer                                   | Grunt                       | Rol principal StarKid Productions, Stage 773, Chicago             |
| 2018       | The Guy Who Didn't Like Musicals              | Ted                         | Starkid Productions                                               |
| Televisión |                                               |                             |                                                                   |
| Año        | Título                                        | Personaje                   | Notas                                                             |
| 2012-2013  | Jessie                                        | Oficial Petey               | Rol recurrente, (Temporada 2, 2 episodios)                        |
| 2013       | Glee                                          | Apple #8                    | Cameo, 1 episodio (Sadie Hawkins)                                 |
| 2014       | La Leyenda de Korra                           | Hong Li                     | Cameo, 1 episodio (Con el terror dentro)                          |
| 2015       | Henry Danger                                  | Cambia Tiempo               | 4 episodios                                                       |
| 2015       | Genie in a Bikini                             | Matt (El Genio)             | Piloto (Nickelodeon); Rol principal                               |
| 2020       | Royalties                                     | Neal 1                      | Dos episodios                                                     |
| 2020       | Danger Force                                  | Tim Jerkowski/Cambia Tiempo | 2 episodios                                                       |
| Cine       |                                               |                             |                                                                   |
| Año        | Título                                        | Personaje                   | Notas                                                             |
| 2010       | Camp Chapel                                   | Alex Wilcot                 | Cortometraje, rol principal                                       |
| 2012       | Khumba                                        | Themba                      | Voz                                                               |
| Internet   |                                               |                             |                                                                   |
| Año        | Título                                        | Personaje                   | Notas                                                             |
| 2011-2012  | Tasty Tests                                   | Él mismo                    | Rol principal                                                     |
| 2013       | School of Thrones                             | Theon Greyjoy               |                                                                   |
| 2014       | I Ship It                                     | Peter                       |                                                                   |
| 2015       | Muzzled the Musical                           | El Krampus                  |                                                                   |
| 2016       | Edgar Allan Poe's Murder Mystery Dinner Party | Ernest Hemingway            | Serie de YouTube, 11 episodios                                    |